# AS Veti Club
AS Veti Club is een voetbalclub uit Congo-Kinshasa uit de gelijknamige hoofdstad Kinshasa. AS Veti club komt uit in de nationale voetbalcompetitie van het land, namelijk Linafoot. De club speelde in 2001 de bekerfinale tegen TP Mazembe, maar verloor. Ze werden tevens nog nooit landskampioen.